# Pengeautomat
En pengeautomat eller en hæveautomat (engelsk: automated teller machine; fork. ATM) er en computerstyret selvbetjeningsautomat, der giver bankkunder med et hævekort, kreditkort eller Dankort mulighed for at hæve et beløb fra, indsætte et beløb på og se saldo på deres konti. Automaten fungerer ved at kunden indsætter sit kort, vælger det ønskede beløb og taster sin pin-kode. Automaten aflæser kortets magnetstribe eller chip og identificerer derved kunden. Efter udbetalingen af beløbet udskriver automaten en kvittering, der udover udbetalingen kan vise de seneste posteringer på kontoen. Der er normalt en begrænsning for hvor meget der kan hæves pr. ekspedition, ligesom der er en øvre grænse for hvor stort et beløb der kan hæves om ugen. 
I Danmark findes der omkring 2.200 pengeautomater, hvoraf størstedelen er placeret i tilknytning til et pengeinstitut. Resten er typisk placeret på trafikknudepunkter, i butikscentre og på uddannelsesinstitutioner. Antallet af pengeautomater i Danmark toppede i 2008 med 3,133 styk, hvorefter antallet efterfølgende har været faldende hvert år. På verdensplan findes 1,5 mio. pengeautomater. Pengeautomaterne konkurrerer først og fremmest med de øvrige kontantløse betalingsformer: Netbank, Dankort og kreditkort. 
Den første pengeautomat i verden blev installeret i 1961 i New York af City Bank of New York
Pengeautomater kan blive udsat for tyveri med bl.a. metoden cash trapping.